# Tudorstijl

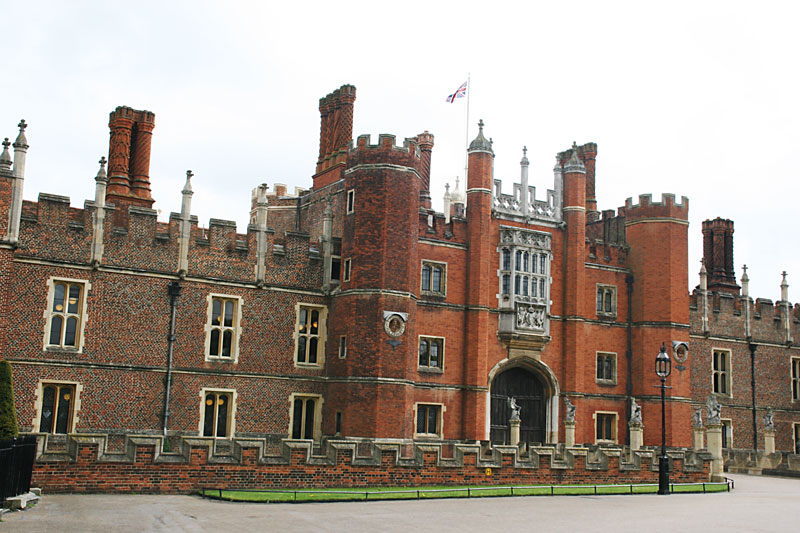
Hampton Court in Groot-Londen, gebouwd onder koning Hendrik VIII in tudorstijl

De tudorstijl is een stijl die gangbaar was in de Engelse architectuur ten tijde van de heerschappij van het Huis Tudor, dat regeerde van 1485 tot 1603. De stijl is verwant aan het maniërisme en kan gezien worden als een overgangsstijl tussen de gotiek en de renaissance. De stijl is te herkennen aan bepaalde versieringen die in metselwerk of gebeeldhouwde hardsteen zijn uitgevoerd, zoals pinakels, trapgevels, arkeltorentjes (vaak achthoekig) en het kenmerk bij uitstek, de gedrukte of accoladebogen (tudorbogen). Ook de interieurs waren in de turdortijd rijkelijk versierd.

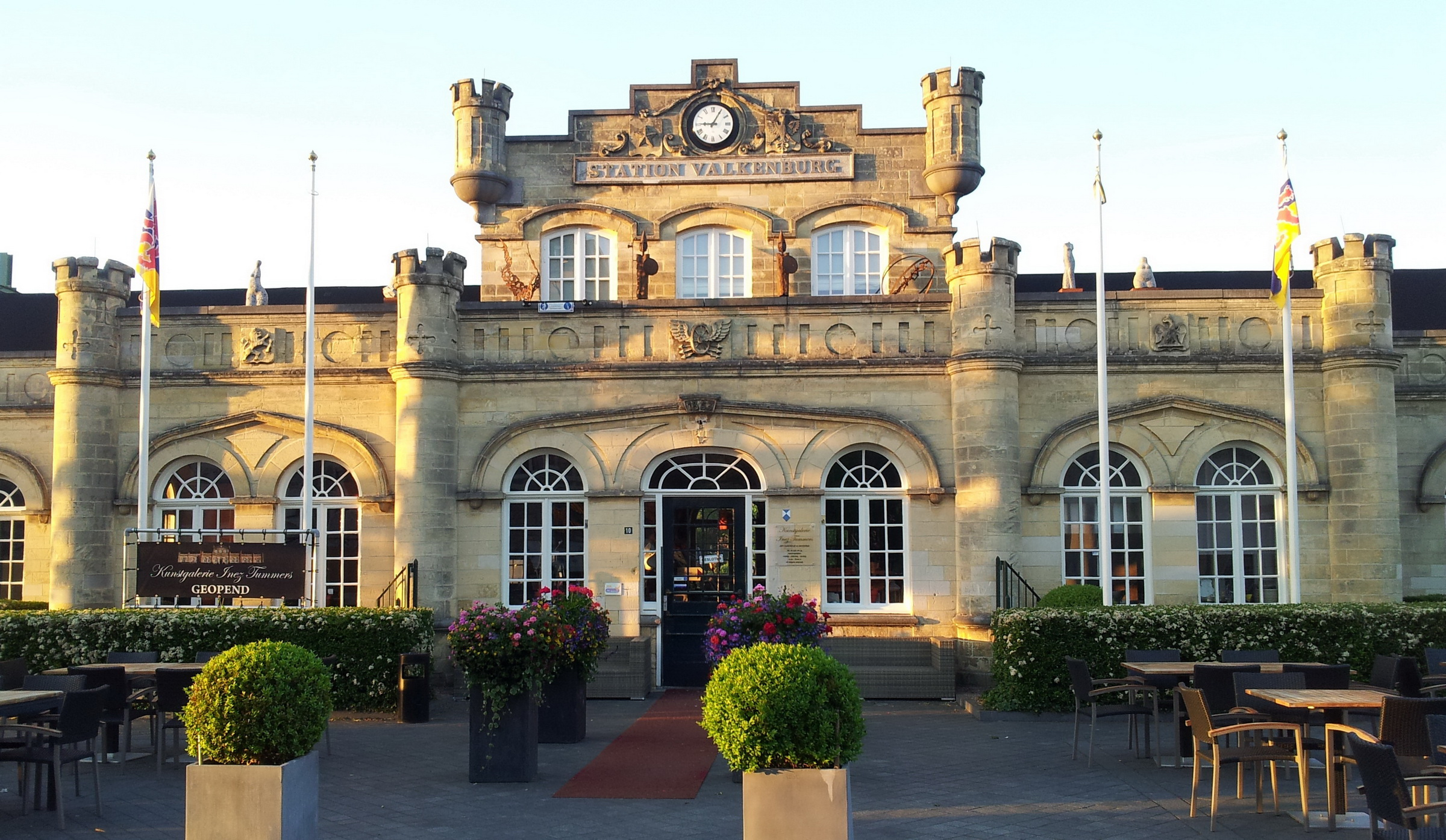
Station Valkenburg, in 1853 gebouwd in neotudorstijl naar een ontwerp van J.A. Kool

De neotudorstijl is een romantische interpretatie van de tudorstijl die we in Engeland en daarbuiten tegenkomen voornamelijk in de 19e eeuw. Ook hier is uitbundig gebruikgemaakt van ornamenten. Soms wordt ook deze stijl kortweg maar incorrect als 'tudorstijl' aangeduid.